# Хондураска лемпира
Лемпира је званична валута Хондураса. Лемпира се састоји од 100 сентавоа. Код валуте је HNL.
Лемпира је валута у Хондурасу од 3. априла 1926. године. Добила је име по вођи индијанског Ленка народа, који се борио против Шпанаца. Као народни херој, његов портрет се може видети на новчаници од једне лемпире као и на кованици од 50 сентавоа.